# Saint-Avit (Landy)
Saint-Avit – miejscowość i gmina we Francji, w regionie Nowa Akwitania, w departamencie Landy. Nazwa miejscowości pochodzi od imienia św. Awita.
Według danych na rok 1990 gminę zamieszkiwało 481 osób, a gęstość zaludnienia wynosiła 12 osób/km² (wśród 2290 gmin Akwitanii Saint-Avit plasuje się na 725. miejscu pod względem liczby ludności, natomiast pod względem powierzchni na miejscu 172.).